# Ikouwem Utin
Ikouwem Udo Utin (Akwa Ibom, 11 novembre 1999) è un calciatore nigeriano, difensore degli Shooting Stars.

## Caratteristiche tecniche
È un terzino destro.

## Carriera

### Club
È cresciuto nell'Enyimba, con cui ha esordito nella prima divisione nigeriana e ha giocato 12 partite nella Coppa della Confederazione CAF 2018. Nell'estate del 2019 si trasferisce al Maccabi Haifa, club della prima divisione israeliana, con cui nel corso dell'annata disputa complessivamente 7 partite di campionato; trascorre poi la stagione 2020-2021 in prestito allo Bnei Sakhnin, altro club della prima divisione israeliana, con cui gioca 9 partite. Ha poi giocato nella prima divisione croata con lo Slaven Belupo e nuovamente nella prima divisione nigeriana con gli Shooting Stars.

### Nazionale
Ha partecipato ai Mondiali Under-20 del 2019.
Il 28 gennaio 2018 ha debuttato con la nazionale nigeriana in occasione dell'incontro del CHAN 2018 vinto 2-1 contro l'Angola.

## Statistiche

### Cronologia presenze in nazionale
| Cronologia completa delle presenze e delle reti in nazionale ― Nigeria | Cronologia completa delle presenze e delle reti in nazionale ― Nigeria | Cronologia completa delle presenze e delle reti in nazionale ― Nigeria | Cronologia completa delle presenze e delle reti in nazionale ― Nigeria | Cronologia completa delle presenze e delle reti in nazionale ― Nigeria | Cronologia completa delle presenze e delle reti in nazionale ― Nigeria | Cronologia completa delle presenze e delle reti in nazionale ― Nigeria | Cronologia completa delle presenze e delle reti in nazionale ― Nigeria |
| Data                                                                   | Città                                                                  | In casa                                                                | Risultato                                                              | Ospiti                                                                 | Competizione                                                           | Reti                                                                   | Note                                                                   |
| ---------------------------------------------------------------------- | ---------------------------------------------------------------------- | ---------------------------------------------------------------------- | ---------------------------------------------------------------------- | ---------------------------------------------------------------------- | ---------------------------------------------------------------------- | ---------------------------------------------------------------------- | ---------------------------------------------------------------------- |
| 28-1-2018                                                              | Tangeri                                                                | Nigeria                                                                | 2 – 1 dts                                                              | Angola                                                                 | TCDN 2018 - Quarti di finale                                           | -                                                                      |                                                                        |
| 31-1-2018                                                              | Marrakech                                                              | Sudan                                                                  | 0 – 1                                                                  | Nigeria                                                                | TCDN 2018 - Semifinale                                                 | -                                                                      |                                                                        |
| 4-2-2018                                                               | Casablanca                                                             | Marocco                                                                | 4 – 0                                                                  | Nigeria                                                                | TCDN 2018 - Finale                                                     | -                                                                      |                                                                        |
| 26-3-2019                                                              | Asaba                                                                  | Nigeria                                                                | 1 – 0                                                                  | Egitto                                                                 | Amichevole                                                             | -                                                                      | 90+4’                                                                  |
| Totale                                                                 |                                                                        | Presenze                                                               | 4                                                                      |                                                                        | Reti                                                                   | 0                                                                      |                                                                        |

## Palmarès

### Club

#### Competizioni nazionali
- Campionato nigeriano: 1

Enyimba: 2019